# Shigeko Higashikuni
Shigeko Higashikuni (東 久 邇 成 子, Higashikuni Shigeko, 6 de desembre de 1925 - 23 de juliol de 1961), nascuda Shigeko, la princesa Teru (照 照 成 子 内 親王, Teru-no-miya Shigeko Naishinnō), va ser l'esposa del príncep Morihiro Higashikuni i filla gran de l'emperador Shōwa i l'emperadriu Kōjun. Era la germana gran de l'emperador emèrit japonès Akihito.

## Biografia
La princesa Shigeko va néixer al palau Akasaka de Tòquio mentre el seu pare encara exercia de príncep regent del seu avi, l'emperador Taishō. El seu nom d'infantesa vas ser Teru-no-miya (照 宮). Com era costum de l'època, no va ser criada pels seus pares biològics després de fer els tres anys, sinó que se'n van encarregar una successió de dames de la cort en un palau separat construït per a ella i les seves germanes petites al districte Marunouchi de Tòquio. L'emperador Shōwa es va oposar en un principi a aquesta pràctica, però no va poder desafiar la tradició judicial. Shigeko va ingressar a l'escola primària per a noies el 1932 a l'Escola de Gakushūin i va completar els estudis secundaris el 1942 en cuina i literatura.

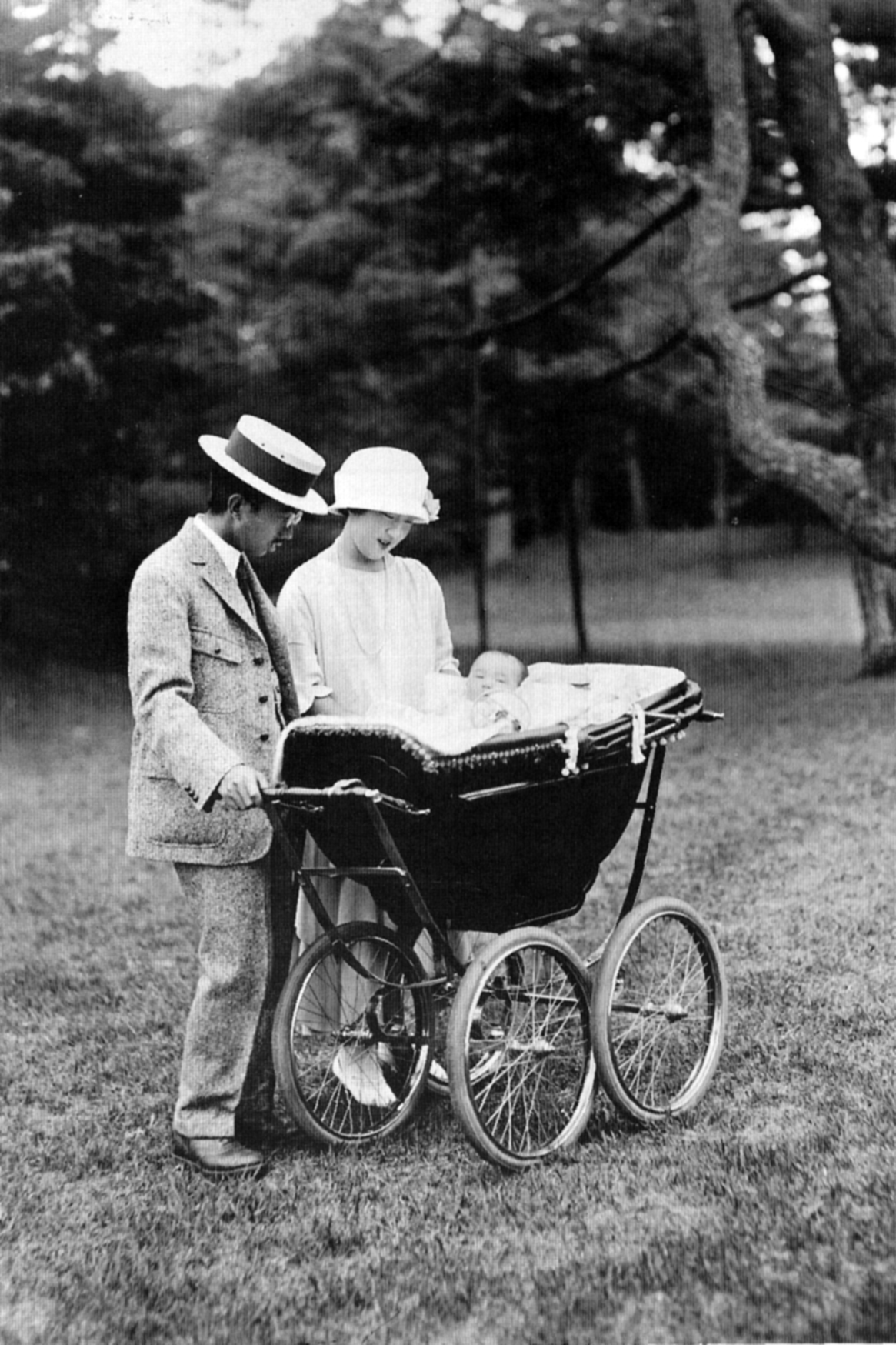
El príncep Hirohiro i la princesa Nagako amb Shigeko.

El 1941 es va comprometre formalment amb el fill gran i hereu del príncep Naruhiko Higashikuni, el príncep Morihiro Higashikuni. Els nuvis eren cosins, descendents per la branca principal de l'emperador Meiji (l'avi matern de la núvia i el pare del nuvi eren germans, és a dir, el nuvi era cosí primer del pare de la núvia), i descendents a través de línies imperials secundàries, o ōke, de branques cadets dels Fushimi-no-miya de la casa imperial. La parella es va casar oficialment el 10 d'octubre de 1943, data en què el seu nom oficial es va convertir en Shigeko, princesa Morihiro de Higashikuni (盛 厚 王妃 成 子 内 親王, Morihiro Ōhi Shigeko Naishinnō). Com que el casament es va produir durant la Segona Guerra Mundial, les cerimònies i les despeses es van reduir al mínim; la princesa Shigeko portava un quimono junihitoe pertanyent a la seva mare, l'emperadriu Kōjun, en lloc de d'anar vestida amb roba especial creada per a l'ocasió.
El 1947, els Higashikuni van quedar reduïts a estatus de plebeus amb l'abolició dels títols de noblesa per part de les forces d'ocupació nord-americanes. Amb la inflació desenfrenada de la postguerra, els impostos elevats i diverses iniciatives empresarials fallides per part del seu marit, la família Higashikuni va caure en la pobresa. El gener de 1958, va acceptar una oferta de la cadena de televisió nacional japonesa, NHK, per presentar-se davant l'audiència en directe i explicar el concurs de lectura de cartes de poesia de Cap d'Any i altres cerimònies reials.
Shigeko Higashikuni va caure malalta el 1960, quan es va queixar de dolors estomacals, i li van diagnosticar càncer. La van ingressar a l'Hospital de l'Agència de la Casa Imperial de Tòquio i va morir el 23 de juliol de 1961. La seva tomba es troba al cementiri imperial de Toshimagaoka a Bunkyo, Tòquio.

## Família

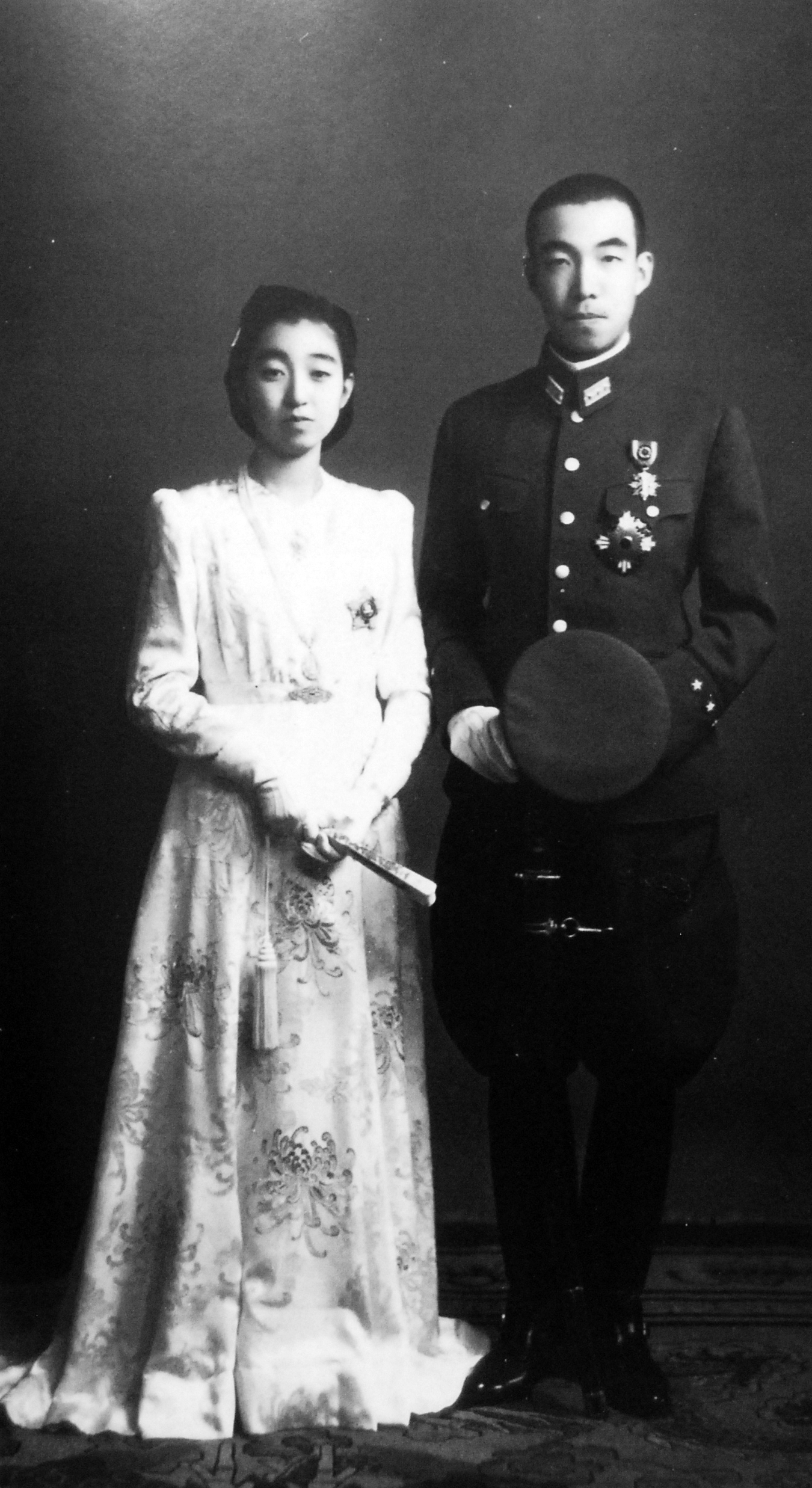
Els prínceps Higashikuni el dia del seu casament.

Els prínceps Higashikuni van tenir cinc fills, els últims tres dels quals van néixer després de ser reduïts en estatus a plebeus:
1. Princep Nobuhiko Higashikuni (東 久 邇 宮 信 彦 王, Higashikuni-no-miya Nobuhiko ō, nascut el 10 de març de 1945 i mort el 20 de març de 2019); es va casar amb Shimada Yoshiko el 1973, amb qui hi va tenir un fill, Higashikuni Yukihiko (n. 1974).
2. La princesa Fumiko Higashikuni (文 子女 王, Fumiko joō, nascuda el 23 de desembre de 1946); es va casar amb Omura Kazutoshi.
3. Hidehiko Higashikuni (東 久 邇 秀 彦, nascut el 30 de juny de 1949): adoptat per la família Mibu com a "Mibu Motohiro"
4. Naohiko Higashikuni (東 久 邇 真 彦, nascut el 1953); casat amb Sato Kazuko i amb dos fills, Teruhiko i Mutsuhiko
5. Yūko Higashikuni (東 久 邇 優 子, nascut el 1954) Casat.